# Motoo Kimura
Motoo Kimura (japonès: 木村 资生 Kimura Motoo, 13 de novembre del 1924 - 13 de novembre del 1994) va ser un biòleg japonès més conegut per la introducció de la teoria neutralista de l'evolució molecular l'any 1968
Es va convertir en un dels teòrics més influents en genètica de poblacions. És recordat en genètica pel seu ús innovador de les equacions de difusió per calcular la probabilitat de fixació dels al·lels beneficiosos, perjudicials o neutres. La combinació de la genètica de poblacions amb les dades teòrics d'evolució molecular, també va desenvolupar la teoria neutralista sobre l'evolució molecular en què la deriva genètica és la principal força canviant les freqüències d'al·lels. James F. Crow, un conegut genetista de poblacions, considera Kimura és un dels dos més grans genetistes evolutius, juntament amb Gustave Malecot, després que el gran trio de la síntesi moderna (Haldane, Wright, Fisher).

## Biografia
Kimura va néixer a Okazaki, Prefectura d'Aichi. Des de molt jove estava molt interessat en la botànica, tot i que també destacà en matemàtiques (aprengué matemàtiques i geometria durant una llarga convalescència a causa d'una intoxicació alimentària). Després d'entrar en una escola secundària selectiva a Nagoya, Kimura es va centrar en la morfologia i la citologia vegetal, va treballar al laboratori de M. Kumazawa l'estudi de l'estructura dels cromosomes dels lliris. Amb Kumazawa, també va descobrir la manera de connectar el seu interès entre la botànica i les matemàtiques: La biometria
A causa de la Segona Guerra Mundial, Kimura va deixar la preparatòria abans d'entrar a la Universitat Imperial de Kyoto el 1944. Seguint el consell del destacat genetista Hitoshi Kihara, Kimura va ingressar al programa de botànica, a la Facultat de Ciències, en comptes del de citologia, a la d'Agricultura, que li va permetre evitar el servei militar. Es va unir a Kihara de laboratori després de la guerra, on va estudiar la introducció dels cromosomes en les plantes estrangeres i va aprendre els fonaments de la genètica de poblacions. El 1949, Kimura es va unir a l'Institut Nacional de Genètica en Mishima, Shizuoka. El 1953 va publicar el seu primer article sobre genètica de la poblacions (que a la llarga seria molt influent), que descriu un "pedra de toc" per al model d'estructura de la població que podria tractar patrons més complexos sobre immigració que l'anterior "model d'illa" de Sewall Wright. Després de la reunió visitant el genetista nord-americà Duncan McDonald (part de l'Atomic Bomb Casualty Commission), Kimura disposats per entrar a l'escola de postgrau a la Universitat Estatal d'Iowa a l'estiu del 1953 per estudiar amb Jay Laurence Lush.
Kimura aviat es va trobar Universitat Estatal d'Iowa massa restrictiu, es va traslladar a la Universitat de Wisconsin per treballar en models estocàstics amb James F. Crow i unir-se a una comunitat de genetistes amb idees afins, incloent a Newton Morton i el més important, Sewall Wright. A prop del final del seu estudi de postgrau, Kimura va donar una ponència al Simposi de 1955 a Cold Spring Harbor, encara que pocs van ser capaços d'entendre (tant per la complexitat matemàtica i la pronunciació de l'anglès de Kimura) que va rebre grans elogis de Wright i J. B. S. Haldane. Els seus èxits a Wisconsin inclou un model general de la deriva genètica, que podria adaptar-se a múltiples al·lels, la selecció, la migració, i les mutacions, així com una obra basada al teorema fonamental de R.A. Fisher de la selecció natural. També va construir sobre el treball de Wright amb l'equació de Fokker-Planck mitjançant la introducció de l'equació de Kolmogórov cap enrere a la genètica de poblacions, el que permet el càlcul de la probabilitat que un gen es fixi en una població. Va obtenir el seu doctorat el 1956, abans de tornar al Japó (on romandria per la resta de la seva vida, a l'Institut Nacional de Genètica).
Kimura va treballar en un ampli espectre de problemes teòrics de la població genètica, moltes d'elles en col·laboració amb Takeo Maruyama. Introduí els models d'"al·lels infinits" i "llocs infinits" per l'estudi de la deriva genètica, els quals serien utilitzats àmpliament en el camp de l'evolució molecular a mesura que amb el nombre de pèptid disponible i les seqüències genètiques. També va crear el "model d'escala" que podria ser aplicat als estudis d'electroforesi de proteïnes homòlogues que es diferencien per unitats discretes de càrrega elèctrica. Una declaració de principis del seu mètode va ser publicada el 1960, en la seva «Introducció a la genètica de poblacions». També va contribuir amb un article de revisió important en l'actual controvèrsia sobre la càrrega genètica l'any 1961.
1968 va marcar un punt d'inflexió en la carrera de Kimura. En aquest any introduí la teoria neutralista de l'evolució molecular, la idea que, a nivell molecular, la gran majoria dels canvis genètics és neutral pel que fa a la selecció natural, deriva genètica el que un factor primordial en l'evolució. El camp de la biologia molecular s'estava expandint ràpidament, i hi havia una creixent tensió entre els partidaris d'ampliar el camp de l'evolució i científics en biologia d'organismes, el domini tradicional de l'evolució. La teoria neutral va ser polèmica immediatament, rebent el suport de molts biòlegs moleculars i l'oposició de molts biòlegs evolutius (encara que amb un munt de divergència pel que fa a aquest patró en ambdós costats, sobretot entre els que han estudiat la teoria de debò).
Kimura va passar la resta de la seva vida desenvolupant i defensant la teoria neutralista. Com James Crow va dir, "els primers treballs de Kimura es va tornar molt més pre-adaptada per al seu ús en l'estudi quantitatiu de l'evolució neutral". Atès que les noves tècniques experimentals i el coneixement genètic era disponible, Kimura va ampliar l'abast de la teoria neutralista i la creació de mètodes matemàtics per provar contra l'evidència disponible. El 1973, el seu col·lega Tomoko Ohta desenvolupà una versió general de la teoria, la "teoria gairebé neutral", que podria ser responsable de grans volums de mutacions lleument deletèries. Kimura produïa una monografia sobre la teoria neutral el 1983, la teoria neutralista de l'evolució molecular, i també va treballar per promoure la teoria a través d'escrits populars, com ara «Els meus punts de vista sobre l'evolució», un llibre que es va convertir en un best-seller al Japó.
Encara que és difícil de provar amb hipòtesi alternatives centrades en la selecció, la teoria neutral s'ha convertit en part dels enfocaments moderns de l'evolució molecular.
El 1992, Kimura va rebre la Medalla Darwin de la Royal Society, i a l'any següent va ser nomenat membre estranger de la Royal Society. Va estar casat amb Hiroko Kimura amb qui tingué un fill, Akio, i una neta, Hanako.

## Honors
- Genetics Society of Japan Prize, 1959[5]
- Weldon Memorial Prize, Oxford, 1965[5]
- Japan Academy Prize, 1968[5]
- Order of Culture, 1976[5]
- Chevalier de l'Ordre Nationale de Merite, 1986[5]
- Asahi Shimbun Prize, 1987[5]
- John J. Carty Award of the National Academy of Sciences in evolutionary biology, 1987[11]
- Royal Society, Darwin Medal in 1992; Foreign member, 1993.[1][12]

## Selecció de publicacions
A continuació s'esmenten alguns dels articles publicats per Kimura ordenats per data de publicació ascendent.
- Kimura, Motoo «Process Leading to Quasi-Fixation of Genes in Natural Populations Due to Random Fluctuation of Selection Intensities.» (en anglès). Genetics, 39, (3), 5-1954, p. 280-95. PMID: 17247483.
- Kimura, Motoo «Solution of a process of random genetic drift with a continuous model» (en anglès). Proc Natl Acad Sci U S A, 15, 41(3), 1955 Mar, p. 144-50. PMID: 16589632.
- Kimura, Motoo «Rules for testing stability of a selective polymorphism» (en anglès). Proc Natl Acad Sci U S A, 42, (6), 1956 Jun, p. 336-40. PMID: 16578457.
- Kimura, Motoo; Kayano, Hiroshi «The maintenance of super-numerary chromosomes in wild populations of Lilium callosum by preferential segregation» (en anglès). Genetics, 46:-, 1699, 1961 Dec, p. 712. PMID: 14456042.
- Kimura, Motoo «On the probability of fixation of mutant genes in a population» (en anglès). Genetics, 47, 1962 Jun, p. 713-9. PMID: 14456043.
- Kimura, Motoo; Maruyama, Takeo; Crow, James F. «The mutation load in small populations» (en anglès). Genetics, 48, 1963 Oct, p. 1303-12. PMID: 14071753.
- Kimura, Motoo; CROW, JF «The number of alleles that can be maintained in a finite population» (en anglès). Genetics, 49, 1964 Apr, p. 725-38. PMID: 14156929.
- Kimura, Motoo; Weiss, George H. «The Stepping Stone Model of Population Structure and the Decrease of Genetic Correlation with Distance» (en anglès). Genetics, 49, (4), 1964 April, p. 561–576. PMID: 17248204.
- Kimura, Motoo «A stochastic model concerning the maintenance of genetic variability in quantitative characters» (en anglès). Proc Natl Acad Sci U S A, 54, (3):, 1965 Sep;, p. 731-6. PMID: 5217452.
- Kimura, Motoo; Cavalli-Sforza, L. L.; Barrai, I. «The Probability of Consanguineous Marriages» (en anglès). Genetics, 54, (1), 1966 July, p. 37–60. PMID: 5961487.
- Kimura, Motoo; Maruyama, Takeo «The Mutational Load with Epistatic Gene Interactions in Fitness» (en anglès). Genetics, 54, (6), 1966 December, p. 1337–1351. PMID: 17248359.
- Kimura, Motoo; Ohta, Tomoko «The Average Number of Generations until Fixation of a Mutant Gene in a Finite Population» (en anglès). Genetics, 61, (3), 1969 March, p. 763–771. PMID: 17248440.
- Kimura, Motoo «The number of heterozygous nucleotide sites maintained in a finite population due to steady flux of mutations» (en anglès). Genetics, 61, (4), 1969 Apr, p. 893-903. PMID: 5364968.
- Kimura, Motoo «The rate of molecular evolution considered from the standpoint of population genetics» (en anglès). Proc Natl Acad Sci U S A, 63, (4), 1969 August, p. 1181–1188.
- Kimura, Motoo; Ohta, Tomoko «Linkage Disequilibrium at Steady State Determined by Random Genetic Drift and Recurrent Mutation» (en anglès). Genetics, 63, (1), 1969 September, p. 229–238.
- Kimura, Motoo; Ota, Tomoko «The average number of generations until extinction of an individual mutant gene in a finite population» (en anglès). Genetics, 63, (3):, 1969 Nov, p. 701-9. PMID: 17247483.
- Kimura, Motoo; Ohta, Tomoko «Statistical Analysis of the Base Composition of Genes Using Data on the Amino Acid Composition of Proteins» (en anglès). Genetics, 64, (3-4):, 1970 March, p. 387–395. PMID: 5433431.
- Kimura, Motoo; Ohta, Tomoko «Probability of Fixation of a Mutant Gene in a Finite Population When Selective Advantage Decreases with Time» (en anglès). Genetics, 65, (3), 1970 July, p. 525–534. PMID: 17247483.
- Kimura, Motoo; Ohta, Tomoko «Linkage Disequilibrium between Two Segregating Nucleotide Sites under the Steady Flux of Mutations in a Finite Population» (en anglès). Genetics, 68, (4), 1971 August, p. 571–580. PMID: 5120656.
- Kimura, Motoo; Ohta, Tomoko «Behavior of Neutral Mutants Influenced by Associated Overdominant Loci in Finite Populations» (en anglès). Genetics, 69, (2), 1971 October;, p. 247–260. PMID: 5135831.
- Kimura, Motoo; Crow, J F «The effective number of a population with overlapping generations: a correction and further discussion» (en anglès). Am J Hum Genet and M Kimura, 24, (1):, 1972 January, p. 1–10. PMID: 5012689.
- Kimura, Motoo; Ohta, Tomoko «The Age of a Neutral Mutant Persisting in a Finite Population» (en anglès). Genetics, 75, (1), 1973 September;, p. 199–212. PMID: 4762875.
- Kimura, Motoo; Ohta, Tomoko «Simulation Studies on Electrophoretically Detectable Genetic Variability in a Finite Population» (en anglès). Genetics, 76, (3), 1974 March, p. 615–624. PMID: 4833580.
- Kimura, Motoo; Ohta, Tomoko «On Some Principles Governing Molecular Evolution*» (en anglès). Proc Natl Acad Sci U S A, 71, (7), 1974 July;, p. 2848–2852. PMID: 17247483.
- Kimura, Motoo; Ohta, Tomoko «Probability of Gene Fixation in an Expanding Finite Population» (en anglès). Proc Natl Acad Sci U S A, 71, (9), 1974 September;, p. 3377–3379. PMID: 4530309.
- Kimura, Motoo; Maruyama, Takeo «Moments for sum of an arbitrary function of gene frequency along a stochastic path of gene frequency change» (en anglès). Proc Natl Acad Sci U S A, ; 72, (4), 1975 April, p. 1602–1604. PMID: 1055431.
- Kimura, Motoo; Ohta, Tomoko «Distribution of allelic frequencies in a finite population under stepwise production of neutral alleles» (en anglès). Proc Natl Acad Sci U S A, 72, (7), 1975 July, p. 2761–2764. PMID: 1058491.
- Kimura, Motoo; Maruyama, T «Theoretical study of genetic variability, assuming stepwise production of neutral and very slightly deleterious mutations» (en anglès). Proc Natl Acad Sci U S A, 75, (2), 1978 February, p. 919–922. PMID: 273253.
- Kimura, Motoo «Change of gene frequencies by natural selection under population number regulation» (en anglès). Proc Natl Acad Sci U S A, 75, (4), 1978 April, p. 1934–1937. PMID: 273920.
- Kimura, Motoo; Ohta, T «Stepwise mutation model and distribution of allelic frequencies in a finite population» (en anglès). Proc Natl Acad Sci U S A, 75, (6), 1978 June;, p. 2868–2872. PMID: 275857.
- Kimura, Motoo; Crow, James F. «Efficiency of truncation selection» (en anglès). Proc Natl Acad Sci U S A, 76, (1), 1979 January, p. 396–399. PMID: 16592610.
- Kimura, Motoo; King, J L «Fixation of a deleterious allele at one of two "duplicate" loci by mutation pressure and random drift.» (en anglès). Proc Natl Acad Sci U S A, 76, (6), 1979 June;, p. 2858–2861. PMID: 288072.
- Kimura, Motoo «Model of effectively neutral mutations in which selective constraint is incorporated» (en anglès). Proc Natl Acad Sci U S A, 76, (7), 1979 Jul, p. 3440-4. PMID: 16592684.
- Kimura, Motoo; Ohta, Tomoko «Population genetics of multigene family with special reference to decrease of genetic correlation with distance between gene members on a chromosome» (en anglès). Proc Natl Acad Sci U S A., 76, (8), 1979 August, p. 4001–4005. PMID: 291060.
- Kimura, Motoo; Takahata, Naoyuki «Genetic variability maintained in a finite population under mutation and autocorrelated random fluctuation of selection intensity» (en anglès). Proc Natl Acad Sci U S A, 76, (11), 1979 November, p. 5813–5817. PMID: 16592725.
- Kimura, Motoo «Average time until fixation of a mutant allele in a finite population under continued mutation pressure: Studies by analytical, numerical, and pseudo-sampling methods» (en anglès). Proc Natl Acad Sci U S A, 77, (1), 1980 January;, p. 522–526. PMID: 16592764.
- Kimura, Motoo; Maruyama, Takeo «Genetic variability and effective population size when local extinction and recolonization of subpopulations are frequent» (en anglès). Proc Natl Acad Sci U S A, 77, (11), 1980 November, p. 6710–6714. PMID: 16592920.
- Kimura, Motoo «Estimation of evolutionary distances between homologous nucleotide sequences» (en anglès). Proc Natl Acad Sci U S A, 78, (1):, 1981 January;, p. 454–458. PMID: 6165991.
- Kimura, Motoo; Ohta, T «Some calculations on the amount of selfish DNA» (en anglès). Proc Natl Acad Sci U S A, 78, (2), 1981 February;, p. 1129–1132. PMID: 6940131.
- Kimura, Motoo; Takahata, Naoyuki «A Model of Evolutionary Base Substitutions and Its Application with Special Reference to Rapid Change of Pseudogenes» (en anglès). Genetics, 98, (3), 1981 July, p. 641–657. PMID: 7333455.
- Kimura, Motoo «Possibility of extensive neutral evolution under stabilizing selection with special reference to nonrandom usage of synonymous codons» (en anglès). Proc Natl Acad Sci U S A, 78, (9), 1981 September, p. 5773–5777. PMID: 6946514.